# Zabzugu/Tatale
Zabzugu/Tatale är ett distrikt i Ghana.   Det ligger i regionen Norra regionen, i den nordöstra delen av landet, 400 km norr om huvudstaden Accra. Antalet invånare är 87 541. Arean är 2 365 kvadratkilometer.
Terrängen i Zabzugu/Tatale är platt åt nordväst, men åt sydost är den kuperad.